# Haploniscus spinifer
Haploniscus spinifer är en kräftdjursart. Haploniscus spinifer ingår i släktet Haploniscus och familjen Haploniscidae. Inga underarter finns listade i Catalogue of Life.